# Hannah Sjödahl
Hannah Elin Sjödahl, född den 26 juni 2006, är en svensk fotbollsspelare, som spelar som mittfältare, och som representerar Vittsjö GIK.

## Biografi
Sjödahl kom från Röke IF till Vittsjö inför säsongen 2021. År 2022 debuterade hon i damallsvenskan. Efter ett år utlånad till Sunnanå i Elitettan är hon från 2025 åter tillbaka till Vittsjö. Hon har även representerat svenska damlandslaget på U17- och U19-nivå.